# الیمان
الیمان (به لاتین: Aliman) یک منطقهٔ مسکونی در رومانی است.